# Psilopogon armillaris
Psilopogon armillaris е вид птица от семейство Megalaimidae.

## Разпространение
Видът е разпространен в Индонезия.